# Női 4 × 5 km-es sífutóváltó az 1988. évi téli olimpiai játékokon
Az 1988. évi téli olimpiai játékokon a sífutás női 4 × 5 km-es váltó versenyszámát február 21-én rendezték Canmore-ben. Az aranyérmet a szovjet csapat nyerte meg. A versenyszámban nem vett részt magyar csapat.

## Végeredmény
Az időeredmények másodpercben értendők.
| Helyezés | Csapat                                                                                           | Idő                                       |
| -------- | ------------------------------------------------------------------------------------------------ | ----------------------------------------- |
| Arany    | Szovjetunió (URS) · Szvetlana Nagejkina · Nyina Gavriljuk · Tamara Tyihonova · Anfisza Rezcova   | 59:51,1 15:12,4 15:06,7 14:53,9 14:38,1   |
| Ezüst    | Norvégia (NOR) · Trude Dybendahl · Marit Wold · Anne Jahren · Marianne Dahlmo                    | 1:01:33,0 15:37,8 15:32,2 15:31,6 14:51,4 |
| Bronz    | Finnország (FIN) · Pirkko Määttä · Marja-Liisa Kirvesniemi · Marjo Matikainen · Jaana Savolainen | 1:01:53,8 15:46,0 15:22,1 15:21,8 15:23,9 |
| 4.       | Svájc (SUI) · Karin Thomas · Sandra Parpan · Evi Kratzer · Christina Gilli-Brügger               | 1:01:59,4 15:26,8 16:24,7 15:40,3 14:27,6 |
| 5.       | NDK (GDR) · Kerstin Moring · Simone Opitz · Silke Braun · Simone Greiner Petter                  | 1:02:19,9 15:26,3 15:28,6 16:42,4 14:42,6 |
| 6.       | Svédország (SWE) · Lis Frost · Anna-Lena Fritzon · Karin Lamberg-Skog · Marie-Helene Westin      | 1:02:24,9 16:36,5 15:16,3 16:01,6 14:30,5 |
| 7.       | Csehszlovákia (TCH) · Lubomíra Balážová · Viera Klimková · Ivana Rádlová · Alžbeta Havrančíková  | 1:03:37,1 16:45,8 15:28,3 16:28,4 14:54,6 |
| 8.       | Egyesült Államok (USA) · Dorcas DenHartog · Leslie Thompson · Nancy Fiddler · Leslie Bancroft    | 1:04:08,8 15:56,6 15:31,6 16:34,3 16:06,3 |
| 9.       | Kanada (CAN) · Angela Schmidt-Foster · Carol Gibson · Lorna Sasseville · Marie-Andrée Masson     | 1:04:22,6 15:52,4 16:19,3 16:36,2 15:34,7 |
| 10.      | Olaszország (ITA) · Clara Angerer · Guidina Dal Sasso · Elena Desderi · Stefania Belmondo        | 1:04:23,6 17:02,6 15:31,2 16:46,7 15:03,1 |
| 11.      | NSZK (FRG) · Stefanie Birkelbach · Karin Jäger · Birgit Kohlrusch · Sonja Bilgeri                | 1:05:48,6 17:02,0 15:49,7 16:51,1 16:05,8 |
| 12.      | Románia (ROU) · Ileana Hangan-Ianoşiu · Mihaela Cârstoi · Adina Ţuţulan-Şotropa · Rodica Drăguş  | 1:10:59,9 18:58,9 17:38,5 17:44,8 16:37,7 |